# Pimelodus blochii
Pimelodus blochii (Пімелодус Блоха) — вид риб з роду Pimelodus родини Пласкоголові соми ряду сомоподібні. Інша назва «чотирисмугий пімелодус».

## Опис
Загальна довжина сягає 35 см (в акваріумі — 15—20 см). Голова коротка, трохи сплощена зверху. Очі невеличкі. Має 3 пари дуже довгих вусів, особливо пара на верхній щелепі, що тягнеться до хвостового плавця. Рот широкий. Тулуб подовжений, широкий, стиснутий з боків. Спинний та грудні плавці мають шипи. Спинний плавець високий, гострокінцевий. Жировий плавець невеличкий, округлений. Грудні плавці короткі. Черевні плавці широкі, довші за грудні. Анальний плавець широкий і помірно довгий. Хвостовий плавець розділено, лопаті звужені.
Забарвлення блискуче сріблясте з 4 смугами з боків, що складаються з подовжених чорних плям. Вони йдуть від зябер до хвостового стебла. Черево кремово-білувате, вкрито окремими дрібними плямочками.

## Спосіб життя
Є бентопелагічною рибою. Воліє до прісної та солонуватої води. Зустрічається у водоймах з повільною течією та гравійно-піщаним ґрунтом. Тримається нижніх шарів води, у випадку зменшення кисню переміщається до поверхні. Зазвичай одинак. Здатен до кишкового дихання. Активний вночі. Живиться дрібною рибою невеличкими равликами, креветками, а також хробаками, фруктами, комахами, детритом. Для пошуку здобичі використовує свої вуса.
Під час нересту мігрує вгору за течією. Самиця відкладає в середньому до 50 тис. ікринок.
Є об'єктом місцевого рибальства.
Тривалість життя становить 10 років.

## Розповсюдження
Мешкає у басейнах річок Амазонка, Ориноко, Корантейн, Ессекібо, затоці Парія.